# Gemini IV
Gemini IV foi o segundo voo tripulado do Projeto Gemini , realizada entre 3 e 7 de junho de 1965. A missão realizou a primeira caminhada espacial de um astronauta norte-americano em órbita da Terra.

## Tripulação

### Principal
| Posição           | Astronauta         |
| ----------------- | ------------------ |
| Piloto Comandante | James A. McDivitt  |
| Piloto            | Edward H. White II |

### Reserva
| Posição           | Astronauta          |
| ----------------- | ------------------- |
| Piloto Comandante | Frank F. Borman II  |
| Piloto            | James A. Lovell Jr. |

## Objetivos da missão
A Gemini IV foi planejada para ser a primeira missão norte-americana a permanecer vários dias no espaço, mostrando ser possível aos seres humanos uma estadia por um longo período na falta de gravidade, suficiente para o tempo necessário a uma viagem de ida e volta à Lua. O segundo objetivo principal seria realizar um encontro em órbita e voar em formação com o segundo estágio do foguete Titan II, que a havia lançado ao espaço.
E apesar de não ter sido planejada originalmente, a missão seria a primeira a ver um astronauta realizar Atividades extra-veiculares em órbita, um objetivo que a NASA antecipou, depois que o cosmonauta soviético Alexei Leonov, tripulante da nave soviética Voskhod 2, fez a primeira caminhada no espaço três meses antes.
A missão estabeleceria o recorde de permanência humana no espaço e diminuiria os receios sobre as consequências médicas para voos de longa duração. Também seria a primeira missão da NASA a ter seu controle de missão instalado em Houston.

## Missão

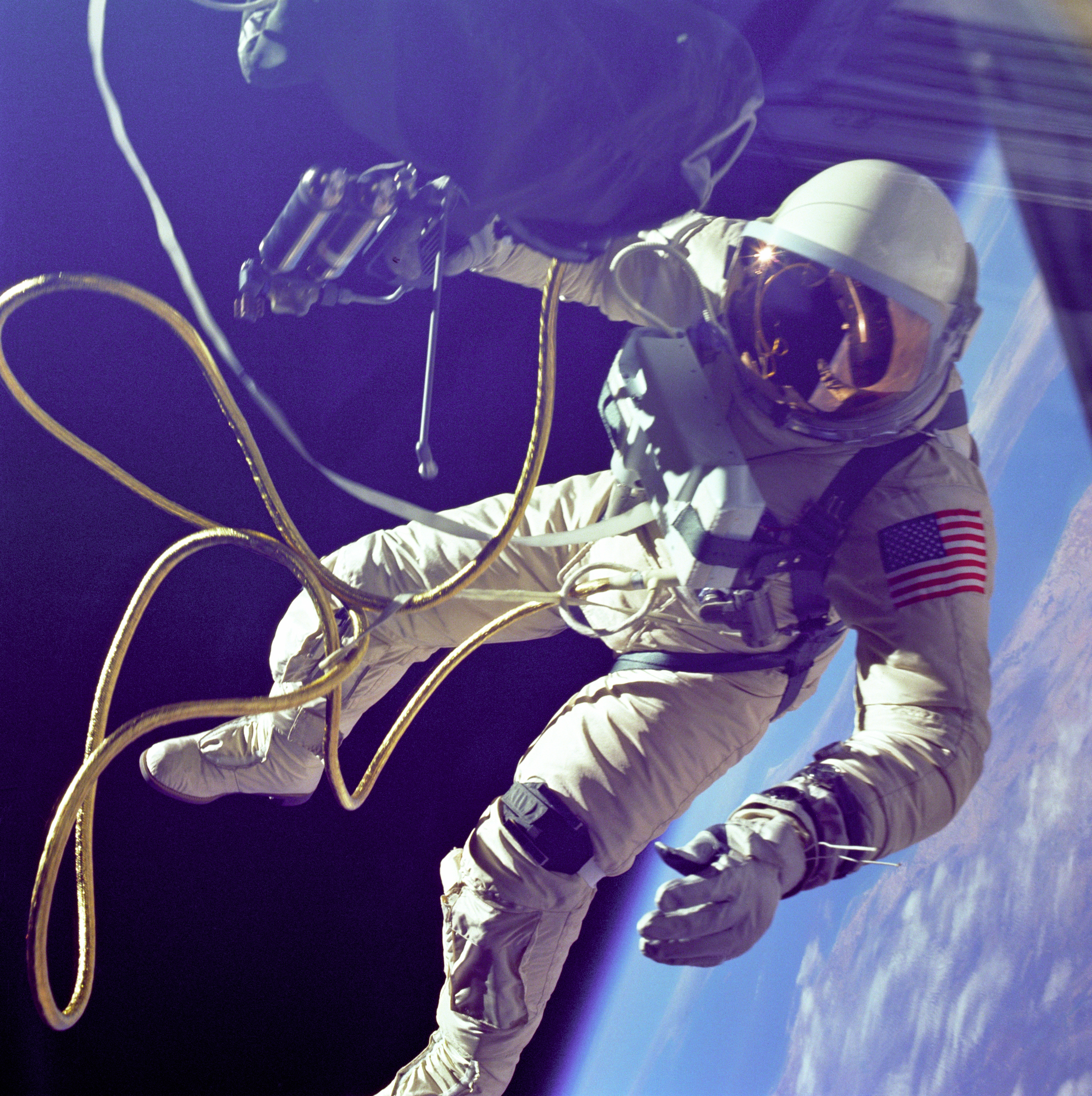
Ed White realiza o primeiro 'passeio no espaço' de um norte-americano.

Após um lançamento então histórico, acompanhado internacionalmente pela televisão, via satélite e ao vivo pela primeira vez nos Estados Unidos e na Europa, graças ao Intelsat I, o primeiro satélite comercial colocado em órbita geossíncrona dois meses antes, a Gemini IV realizou várias tentativas de fazer o encontro com o estágio do foguete, chegando a consumir metade de seu combustível, mas por idiossincrasias da astrodinâmica, quanto mais disparavam seus propulsores em direção ao foguete, mais se afastavam dele e desciam na órbita. A NASA, junto com a tripulação, decidiu então que a caminhada espacial seria prioritária, pois este encontro em órbita entre dois objetos espaciais poderia ser feito em missões posteriores.
Começando quando estavam sobre a Austrália e durando quinze minutos, o astronauta Ed White flutuou e girou em volta a nave, fotografado por McDivitt, ligado a ela por um 'cordão umbilical' e com uma pequena unidade de manobra com pequenos jatos nas mãos, que lhe permitia controlar o equilíbrio, tornando-se o primeiro norte-americano e o segundo homem a flutuar no espaço. Ao receber ordens de Houston para voltar à nave, respondeu que 'esse é o momento mais triste da minha vida'.
A missão da Gemini também realizou diversas experiências em microgravidade, entre elas medição da radiação no ambiente da espaçonave, o uso do sextante para calcular sua posição pelas estrelas, e testes médicos, com sensores acoplados em seus corpos, realizando um fonocardiograma, medindo a frequência e o ressonância das batidas do coração.